# Beverly McDonald
Beverly McDonald, née le 15 février 1970, est une ancienne athlète jamaïquaine pratiquant le sprint.
Elle a été médaillée olympique avec le relais 4 × 100 m jamaïcain aux Jeux olympiques de 2000 à Sydney et en Jeux olympiques de 2004 à Athènes (relayeuse lors des qualifications), ainsi que sur 200 m individuel en 2000. Son frère, Michael McDonald, a également été médaillé olympique.

## Palmarès

### Jeux olympiques d'été
- 2000 à Sydney ( Australie)
  -  Bronze sur 200 m
  -  Médaille d'argent en relais 4 × 100 m
- 2004 à Athènes ( Grèce)
  - éliminée lors des demi-finales sur 200 m
  -  Médaille d'or en relais 4 × 100 m (relayeuse pendant les séries)

### Championnats du monde d'athlétisme
- 1991 à Tokyo ( Japon)
  - éliminée lors des demi-finales sur 100 m
  -  Médaille d'or en relais 4 × 100 m
- 1993 à Stuttgart ( Allemagne)
  - éliminée lors des demi-finales sur 100 m
- 1995 à Göteborg ( Suède)
  - éliminée lors des demi-finales sur 100 m
  - éliminée lors des demi-finales sur 200 m
  -  Médaille d'argent en relais 4 × 100 m (participation aux séries)
- 1997 à Athènes ( Grèce)
  - éliminée lors des demi-finales sur 100 m
  -  Médaille d'argent en relais 4 × 100 m
- 1999 à Séville ( Espagne)
  -  Médaille d'argent sur 200 m
  -  Médaille de bronze en relais 4 × 100 m
- 2001 à Edmonton ( Canada)
  - éliminée lors des demi-finales sur 200 m
  -  Médaille de bronze en relais 4 × 100 m
- 2003 à Paris ( France)
  - 5e sur 200 m
  - abandon en finale avec le relais 4 × 100 m

### Jeux panaméricains
- 1991 à La Havane ( Cuba)
  -  Médaille de bronze sur 100 m
  -  Médaille d'or en relais 4 × 100 m